# 1975 na ciência

## Eventos
- É lançado o Altair 8800, o primeiro computador doméstico.

## Nascimentos
| Data           | Nome                | Profissão  | Nacionalidade | Observações | Ref               |
| -------------- | ------------------- | ---------- | ------------- | --- | ----------------- |
| 17 de julho    | Terence Tao         | matemático | Austrália     | Clay Research Award 2003 Medalha Fields 2006 Prêmio Memorial Bôcher 2002                                                     | [ 1 ] [ 2 ] [ 3 ] |
| 4 de agosto    | Laure Saint-Raymond | matemática | França        | Medalha de Ouro Pio XI 2004 Prémio Ruth Lyttle Satter de Matemática 2009 Prémio Fermat 2015                                  | [ 4 ] [ 5 ]       |
| 14 de novembro | Martin Hairer       | matemático | Áustria       | Prêmio Whitehead 2008 Prémio Fundação Wolfson/Royal Society 2009 Prémio Fermat 2013 Prémio Fröhlich 2014 Medalha Fields 2014 | [ 6 ] [ 5 ] [ 2 ] |

## Mortes
| Data           | Nome                       | Profissão              | Nacionalidade             | Observações                                                        | Ref                 |
| -------------- | -------------------------- | ---------------------- | ------------------------- | ------------------------------------------------------------------ | ------------------- |
| 3 de fevereiro | William David Coolidge     | físico                 | Estados Unidos            | n. 1873                                                            |                     |
| 8 de fevereiro | Robert Robinson            | químico                | Reino Unido               | n. 1886 Nobel da Química 1947 Medalha Real 1932                    | [ 7 ] [ 8 ]         |
| 31 de março    | Leslie White               | antropólogo            | Estados Unidos            | n. 1900                                                            |                     |
| 13 de maio     | Marguerite Catherine Perey | física                 | França                    | n. 1909                                                            |                     |
| 27 de junho    | Geoffrey Ingram Taylor     | físico e matemático    | Reino Unido               | n. 1886                                                            |                     |
| 17 de agosto   | Sergei Fomin               | matemático             | União Soviética           | n. 1917                                                            |                     |
| 26 de agosto   | Olaf Holtedahl             | geólogo e paleontólogo | Noruega                   | n. 1885 Medalha Wollaston 1951                                     | [ 9 ]               |
| 10 de setembro | George Paget Thomson       | físico                 | Reino Unido               | n. 1892 Nobel da Física 1937 Medalha Hughes 1939 Medalha Real 1949 | [ 10 ] [ 11 ] [ 8 ] |
| 30 de outubro  | Gustav Ludwig Hertz        | físico                 | Alemanha                  | n. 1887 Nobel da Física 1925 Medalha Max Planck 1951               | [ 10 ] [ 12 ]       |
| 4 de dezembro  | Hannah Arendt              | teórica política       | Alemanha / Estados Unidos | n. 1906                                                            |                     |

## Prémios

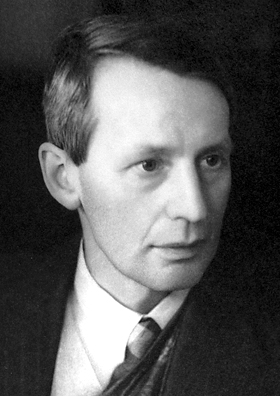
George Paget Thomson
(1892 - 1975)

### Medalha Arthur L. Day
- Allan Cox[13]

### Medalha Bigsby
- Drummond Hoyle Matthews[14]

### Medalha Bruce
- Allan Sandage[15]

### Medalha Copley
- Francis Crick[16]

### Medalha Davy
- Theodore Morris Sugden[17]

### Medalha Guy
- ouro - G.A. Barnard[18]
- bronze - A.F. Bissell[19]

### Medalha Hughes
- Richard Dalitz[11]

### Medalha Penrose
- Francis J. Pettijohn[20]

### Medalha de Ouro Lomonossov
- Mstislav Keldysh[21] e Maurice Roy[21]

### Medalha de Ouro da Royal Astronomical Society
- Jesse Leonard Greenstein[22] e Ernst Öpik[22]

### Medalha Real
- Engenharia - Barnes Wallis[8]
- Biologia - David Chilton Phillips[8]
- Geofísica - Edward Crisp Bullard[8]

### Medalha Timoshenko
- Chia-Chiao Lin[23]

### Prêmio Turing
- Allen Newell[24] e Herbert Simon[24]

### Prémio Nobel
- Química - John Warcup Cornforth[7] e Vladimir Prelog.[7]
- Física - Aage Niels Bohr,[10] Ben Roy Mottelson[10] e Leo James Rainwater.[10]
- Medicina - David Baltimore,[25] Renato Dulbecco,[25] Howard M. Temin.[25]
- Economia - Leonid Kantorovich[26] e Tjalling C. Koopmans.[26]